# Zastrzyk trucizny
Zastrzyk trucizny (ang. lethal injection) – potoczna nazwa sposobu wykonywania egzekucji poprzez dożylne podanie śmiertelnej dawki trucizny w celu spowodowania śmierci. Jest obecnie najpopularniejszą metodą wykonywania kary śmierci w USA – po przywróceniu najwyższego wymiaru kary w tym kraju w 1976 roku, ponad 85% egzekucji przeprowadzono właśnie za pomocą zastrzyku trucizny. Stosowana również do eutanazji np. w Holandii.

## Historia
Tylko zastrzyk trucizny
     Główna lub domyślna metoda, ale są dostępne inne
     Kiedyś używano tej metody ale nie obecnie
     Stan zaadaptował tę metodę do swojego prawodawstwa, ale zniósł ją nie wykonując w międzyczasie żadnej egzekucji z jej użyciem
     Nigdy nie stosowano

Użycie zastrzyku trucizny w USA:
Tylko zastrzyk trucizny
Główna lub domyślna metoda, ale są dostępne inne
Kiedyś używano tej metody ale nie obecnie
Stan zaadaptował tę metodę do swojego prawodawstwa, ale zniósł ją nie wykonując w międzyczasie żadnej egzekucji z jej użyciem
Nigdy nie stosowano

Historia tej metody sięga XIX wieku, kiedy władze Nowego Jorku poszukiwały „humanitarnej metody wykonywania kary śmierci”. Propozycję zastrzyku wówczas odrzucono i zdecydowano się na krzesło elektryczne. Po 1976 roku (przywrócenie kary śmierci) poszukując alternatywy dla dotychczas stosowanych metod, zdecydowano się na zastrzyk. W 1977 Oklahoma została pierwszym stanem, który wprowadził tę metodę, jednak pierwsza egzekucja miała miejsce w Teksasie w 1982 roku, straconym był morderca Charles Brooks.
Pierwszą osobą straconą przez wstrzyknięcie trucizny w USA był niewolnik Nathan, którego egzekucja odbyła się 1 maja 1821 roku w Wirginii (dziś Wirginia Zachodnia). Był to jedyny taki przypadek do lat 80. XX wieku.
W chwili obecnej w każdym z 30 stanów USA, w których obowiązuje kara śmierci, stosuje się tę metodę egzekucji, niekiedy jako alternatywę dla innych metod. Ostatnim stanem, który adaptował zastrzyk trucizny, była Nebraska w 2009 roku. Co miesiąc w USA wykonuje się kilka egzekucji za pomocą zastrzyku trucizny, zawsze do publicznej wiadomości podawane są personalia skazanego, jego zdjęcie oraz opis egzekucji.

## Procedura

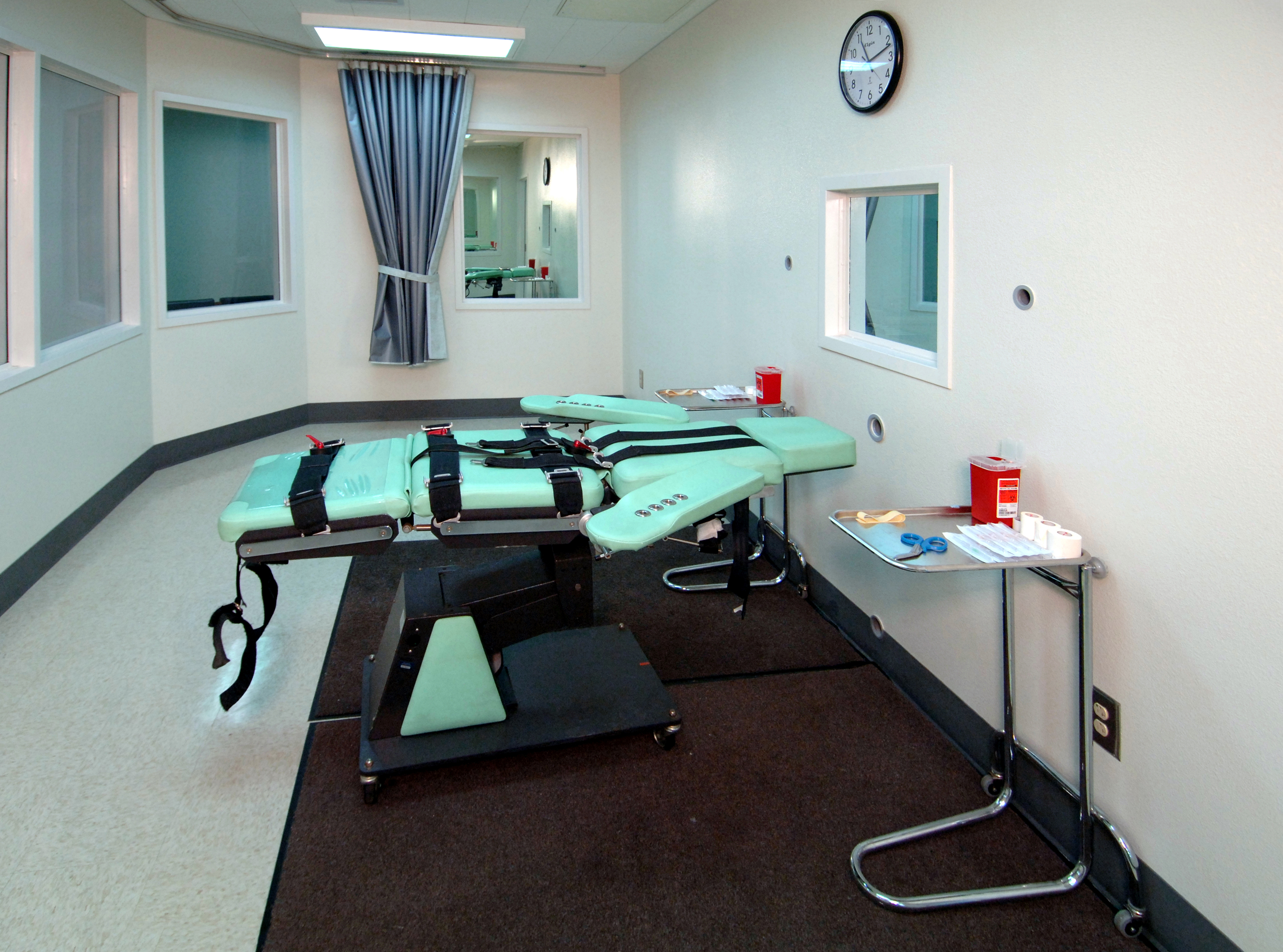
Pokój, w którym wykonuje się karę śmierci poprzez zastrzyk trucizny w więzieniu stanowym San Quentin w Kalifornii

Skazany jest przypinany do łóżka przy pomocy pasów. Pracę serca monitoruje kardiomonitor. W ciele skazańca umieszcza się wenflon, który podłączony jest do pompy infuzyjnej. W momencie uruchomienia pompy skazany otrzymuje kolejno trzy środki (nie są zmieszane ponieważ mogą ze sobą reagować wytrącając osad):
- tiopental w dawce 2–5 gramów – barbituran działający tu jako środek usypiający. Taka dawka powoduje utratę przytomności w ciągu mniej niż 10 sekund i sama w sobie powinna być śmiertelna wywołując zapaść układu oddechowego i krwionośnego, ale mniej pewnie i wolniej (śmierć mózgu do 45 minut) od następnych środków. Po zastosowaniu tego środka praktykowane jest sprawdzenie, czy skazany jest nieprzytomny, poprzez wywołanie jego imienia przez strażnika więziennego.
- pankuronium (znany szerzej pod nazwą handlową „Pavulon”) 100 mg – środek zwiotczający mięśnie w dawce powodującej paraliż i zatrzymanie akcji oddechowej w ciągu 15 – 30 sekund.
- chlorek potasu w dawce 100 mEq – środek zatrzymujący akcję serca w fazie rozkurczu.

Śmierć następuje w ciągu kilku minut i jest stwierdzana na podstawie wskazań kardiomonitora. 

### Alternatywne metody
8 grudnia 2009 roku w Ohio przeprowadzono egzekucję za pomocą jednego środka – tiopentalu w dawce 5 gramów. Skazany – Kenneth Biros – 10 minut po iniekcji zmarł. Dyrektor Ohio Department of Rehabilitation and Corrections. – Terry Collins – stwierdził, że egzekucja przebiegła bez problemów.
16 grudnia 2010 w stanie Oklahoma użyto podczas egzekucji pentobarbitalu – środka stosowanego do eutanazji zwierząt (oprócz niego użyto również dwóch innych substancji). Skazaniec – John David Duty  – w 2001 roku dopuścił się uduszenia współwięźnia prześcieradłem. Pentobarbital zastąpił stosowany wcześniej tiopental. 22 listopada 2010 Sąd federalny w Oklahomie udzielił pozwolenia na stosowanie tego środka podczas egzekucji jako substytutu tiopentalu.

## Krytyka
Kontrowersje związane z tą metodą wykonywania kary śmierci:
1. Skazani na karę śmierci, mający w przeszłości do czynienia z narkotykami, mają bardzo zniszczone naczynia krwionośne, co utrudnia umieszczenie wenflonu. Znane są przypadki, kiedy na umieszczenie wenflonu potrzeba było ponad 30 minut.
2. Egzekucja tą metodą kojarzy się z zabiegiem medycznym. Obecność lekarza jest  konieczna dla stwierdzenia zgonu. Amnesty International twierdzi, że obecność lekarzy podczas egzekucji jest sprzeczna z przysięgą lekarską[7].
3. Według niektórych opinii, metoda ta tylko pozornie wygląda na bezbolesną, w rzeczywistości może dostarczać skazanemu wielu cierpień, ze względu na fakt że tiopental nie zawsze powoduje utratę przytomności. Krytycy zwracają uwagę na fakt, że jego działanie może być krótkotrwałe, przez co skazany może odzyskać świadomość w trakcie egzekucji[8]. Amnesty International, Human Rights Watch nie zaproponowały jednak innych medykamentów, ograniczając się do stwierdzeń, że egzekucja powinna być bezbolesna.
4. Podczas egzekucji Josepha Lewisa Clarka w stanie Ohio (2 maja 2006 roku) personelowi udało się wkłuć tylko do jednej żyły skazanego (protokół wymaga dwóch), mimo to kontynuowano egzekucję. Krótko po wtoczeniu leków skazany zaczął krzyczeć: „To nie działa”, wymusiło to przerwanie egzekucji - obsługa musiała ponownie znaleźć odpowiednią żyłę – co zajęło kolejne 40 minut[9].

## Inne państwa
Poza Stanami Zjednoczonymi, śmiertelny zastrzyk stosują:
- Chiny
- Gwatemala
- Tajlandia
- Wietnam